# フジテレビ50ッスth!
『フジテレビ50ッスth!』（フジテレビごじゅうっす）は、フジテレビ開局50周年特別企画として、フジテレビ系列で2009年2月27日から3月1日まで3夜連続で放送された特別番組の総称。

## 概要
1959年（昭和34年）3月1日に開局し、2009年（平成21年）で開局50周年を迎えたフジテレビが、50ッスth!（ごじゅうっす）をキャッチフレーズに、開局記念日（3月1日）までの3夜連続で総力を挙げて「歌」「笑い」「報道」の3ジャンルで、各日4時間以上にわたる大型特別番組が放送された。3夜とも高視聴率を記録、いずれも20％を超える瞬間最高視聴率をたたき出した。

## 「50ッスth!」冠番組
「50ッスth!」冠をつけて放送された特別番組は以下の通り。
| 番組                                                                                          | 放送日                               | 司会         | 視聴率 | 備考                                                                                   |
| --------------------------------------------------------------------------------------------- | ------------------------------------ | ------------ | ------ | -------------------------------------------------------------------------------------- |
| フジテレビ開局50周年特別企画 秘蔵映像すべて見せます 名曲で綴るフジテレビ ボクらの心に流れる歌 | 2009年2月27日（金曜日）19:00 - 23:22 | みのもんた   | 19.3%  | ※ステレオ放送 UMKは3月7日13:00 - 17:13放送                                             |
| フジテレビ開局50周年特別企画 バラエティルーツの旅 あなたがいたから僕がいる 半世紀大感謝祭!!   | 2009年2月28日（土曜日）19:00 - 23:10 | 明石家さんま | 16.5%  | この日のみ生放送 TOSは3月7日12:00 - 16:05に録画放送                                    |
| フジテレビ開局50周年特別企画 激動!世紀の大事件 〜証言者たちが明かす全真相〜                   | 2009年3月1日（日曜日）19:00 - 23:05  | ビートたけし | 16.8%  | ※ステレオ放送 TOSは3月21日12:00 - 16:00に録画放送、UMKは3月14日13:00 - 16:45に録画放送 |

各番組ともハイビジョン製作、文字多重放送（生放送を行う第2夜のみリアルタイム字幕放送形式）を実施。各日とも途中ニュースによる中断あり。

※視聴率は関東地区の平均（ビデオリサーチ調べ）。

### 秘蔵映像すべて見せます・名曲で綴るフジテレビ〜ボクらの心に流れる歌
- 2009年2月27日（金曜日）19:00 - 23:22（テレビ宮崎は8日遅れの、3月7日13:00 - 17:13）
- 司会：みのもんた
- アシスタント：平井理央（フジテレビアナウンサー）
- ナレーション：窪田等

#### 番組概要
フジテレビがこれまでに放送した音楽番組の膨大なアーカイブから、『夜のヒットスタジオ』『ミュージックフェア』『HEY!HEY!HEY! MUSIC CHAMP』などのレギュラー番組や『FNS歌謡祭』などの特別番組などの秘蔵映像を1960年代から2000年代まで各年代ごとに紹介。スタジオではゲストとともにVTRを見ながらトークが展開された。
番組ロゴはかつてフジテレビで使われていた亀倉雄策作の8マークと旧ロゴタイプをベースにデザインした物が使われた。
視聴率は平均で19.3%、瞬間最高は28.0%と、ともに『50ッスth!』3日間で最高を記録している（関東地区、ビデオリサーチ調べ）。
司会のみのがフジテレビで特番の司会を務めるのは2002年・2003年と2年連続総合司会を担当した『FNS27時間テレビ みんなのうた』以来6年ぶりとなる。

#### ゲスト
- 秋元康
- 麻木久仁子
- 石田純一
- ウエンツ瑛士
- エド・はるみ
- 勝俣州和
- カンニング竹山
- ケンドーコバヤシ
- 榊原郁恵
- SHEILA
- ジャガー横田・木下博勝夫妻
- つるの剛士
- 中川翔子
- 半田健人
- 板東英二
- ビビる大木
- FUJIWARA
- ヒデ（ペナルティ）
- 北斗晶
- 堀ちえみ
- 松村邦洋
- 松本伊代
- 森公美子
- 森口博子
- 柳原可奈子
- 山田邦子
- 山咲トオル

#### スタッフ
- 構成：松井洋介、町田裕章／遠藤英明、竹村武司、くらなり、安部裕之、岐部昌幸、亀津雄介・高須晶子
- 美術プロデューサー：井上明裕
- 美術進行：足立和彦
- デザイン：棈木陽次
- 大道具：内堀圭一
- アクリル装飾：日野邦彦
- 電飾：青木紀和
- 生花装飾：安藤岳
- メイク：宮崎香
- マルチ：佐々木亮
- スタイリスト：御法川靖子
- TP：高瀬義美
- SW：藤本敏行
- CAM：小林光行
- VE：齋藤雄一
- AUD：本間祥吾
- CA：渡邊健太郎
- LD：北澤正樹
- 編集：浜野元久、岩崎秀徳
- MA：阿部祥高
- 音効：高田智彰
- CG：瀬井貴之
- 技術協力：ニユーテレス、FLT、IMAGICA、BABY SOUND LUCK、メディア・リース、インターナショナルクリエイティブ
- 映像協力：ニッポン放送、日本テレビ、テレビ東京
- 調査協力：オリコン
- 編成：熊谷剛、成河広明
- 広報：小出和人
- TK：菅原洋子
- リサーチ：ビスポ
- 制作協力：FCC、THE WORKS
- AP：内海雅、明石令奈、倉科知美
- ディレクター：時宗大、塩谷亮、島本亮、谷口大二、岩田明之、蜜谷浩弥、岡野彰男、福山晋司
- 協力プロデューサー：きくち伸、佐々木将、金佐智絵
- プロデューサー：亀高美智子、鈴木正人、野田俊彦
- 演出：藤沼聡
- チーフプロデューサー：宮道治朗
- 制作：フジテレビバラエティ制作センター
- 制作著作：フジテレビ

### バラエティルーツの旅・あなたがいたから僕がいる 半世紀大感謝祭!!
- 2009年2月28日（土曜日）19:00 - 23:10（生放送。テレビ大分は7日遅れ・5分短縮の、3月7日12:00 - 16:05録画放送）
- 司会：明石家さんま
- 進行：川端健嗣・椿原慶子（フジテレビアナウンサー）
- ナレーション：牧原俊幸・軽部真一・高木広子（フジテレビアナウンサー）
- オープニング・エンディングテーマ：『オレたちひょうきん族』のテーマ（歌劇「ウィリアム・テル」序曲第4部「スイス軍隊の行進（終曲）」　ロッシーニ作曲）

#### 番組概要
フジテレビで当時放送されていた人気バラエティ番組（『笑っていいとも!』『SMAP×SMAP』『めちゃ²イケてるッ!』『はねるのトびら』など。）の歴史をひもとき、『オレたちひょうきん族』『欽ドン!』などフジテレビ50年の歴史を彩った数々の人気バラエティ番組の映像を見ながら、それぞれの番組における意外なルーツを紹介。たとえば、小堺一機司会で人気の昼トーク番組『ライオンのごきげんよう』のルーツは、フジテレビ開局とともにスタートし22年にわたって放送された番組『スター千一夜』にあった、などといった具合である。
また、ゲストには『めちゃイケ』『はねトび』などの人気番組のメンバーが大挙出演したほか「偉大なる先輩たち」として萩本欽一をはじめとする往年のバラエティ出演者も登場した。また在阪準キー局の関西テレビ制作の番組からは『パンチDEデート』と『さんまのまんま』の2本のVTRが放送された。
視聴率は平均16.5%、瞬間最高24.2%（関東地区、ビデオリサーチ調べ）。

#### ゲスト
偉大なる先輩たち　※かっこ内は登場音楽。
- 愛川欽也（『なるほど!ザ・ワールド』のテーマ）
- 青空球児・好児（蛙の歌）
- 京唄子（『唄子・啓助のおもろい夫婦』のテーマ）
- 郷ひろみ（男の子女の子）
- ザ・ドリフターズ（加藤茶・高木ブー・仲本工事、『ドリフ大爆笑』のテーマ）
- 錦野旦（空に太陽がある限り）
- 萩本欽一（『欽ドン!良い子悪い子普通の子』のテーマ）

現役番組出演者
- めちゃ2イケてるッ! - ナインティナイン、よゐこ、加藤浩次、雛形あきこ、鈴木紗理奈、オアシズ、武田真治
- はねるのトびら - インパルス、キングコング、ドランクドラゴン、北陽、ロバート
- 爆笑レッドカーペット - 今田耕司、アントキの猪木、オードリー、ザブングル、ジョイマン、世界のナベアツ、ナイツ、ハイキングウォーキング
- THE THREE THEATER - 狩野英孝、しずる、はんにゃ、福徳秀介（ジャルジャル）、フルーツポンチ、柳原可奈子、ロッチ、我が家
- 羞恥心&ヘキサゴンII クイズパレード!! - つるの剛士、野久保直樹、スザンヌ、FUJIWARA

エンディングでのVTR出演者
- ライオンのごきげんよう - 小堺一機
- ザ・ベストハウス123 - ロンドンブーツ1号2号
- ネプリーグ - ネプチューン
- クイズ!ヘキサゴンII - 島田紳助
- とんねるずのみなさんのおかげでした - とんねるず
- 志村けん[3]

#### スタッフ
- 制作：港浩一、水口昌彦
- 企画：片岡飛鳥、吉田正樹
- 構成：大岩賞介、詩村博史、松井洋介、福原フトシ、石原健次、桜井慎一
- 音楽：門司肇
- TD：高瀬義美
- SW：高田治
- CAM：小川利行
- VE：宮本学
- AUD：森田篤
- LD：安藤雄郎
- 音響効果：大久保吉久（3×7）
- 美術制作：大坊雄二
- デザイン：鈴木賢太
- 美術進行：楫野淳司
- 大道具：松本達也、稲本浩
- アートフレーム：石井智之
- 特殊装置：青木紀和
- 装飾：太田博之
- アクリル装飾：斉藤祐介
- 電飾：渡辺信一、林将大
- 衣裳：山田斉
- 持道具：土屋洋子
- メイク：宮崎香
- 床山：泉水貴光
- 生花装飾：荒川直史
- 視覚効果：中溝雅彦
- マルチ：大高貢
- PA：姫野義和
- CG：岡本英士、徳永晶子
- バーチャルCG：八島伸行
- タイトルデザイン：千代祥子
- 編集：瓜田利昭（D-Craft）
- MA：吉田肇
- 編成：小松純也、吉田豪
- 広報：島谷真理
- 広告宣伝：北野あすか
- デスク：林田直子
- TK：水越理恵
- AP：高橋味楓、金佐智絵（THE WORKS）、小坂井望江
- ディレクター：鈴木剛、小仲正重
- プロデューサー：片岡飛鳥、神原孝、石井浩二、佐々木将、近藤真広、黒木彰一、朝妻一
- 演出：渡辺琢
- 総合プロデューサー：加茂裕治
- 総合演出：三宅恵介
- 技術協力：ニユーテレス、FLT、マルチバックス、サンフォニックス、デジデリック、IMAGICA、Y.D.S.
- 制作協力：フジテレビ開局50年史事務局、タバタ音楽事務所、FCC、オリコン
- 制作：フジテレビバラエティ制作センター
- 制作著作：フジテレビ

#### 取り上げられた番組
注 太字は2009年当時の現役番組（☆は2019年現在も放送中）。
生放送番組のルーツ
- 笑っていいとも!
- 笑ってる場合ですよ!
- 夕やけニャンニャン
- オールナイトフジ
- FNS27時間テレビ☆
- おとなの漫画

オールスター番組のルーツ
- はねるのトびら
- オールスター紅白水泳大会
- オールスタースポーツの祭典
- オールスター雪の祭典
- オールスター家族対抗歌合戦
- スターどっきり㊙報告
- ものまね王座決定戦（1973年 - 2000年）
- 新春かくし芸大会[4]
- オールスター紅白大運動会

コントキャラクターのルーツ
- SMAP×SMAP
- THE THREE THEATER[5]
- はねるのトびら
- ワンナイR&R
- 笑う犬
- 明石家マンション物語
- とぶくすり
- ウッチャンナンチャンのやるならやらねば!
- タケちゃんの思わず笑ってしまいました
- 夢で逢えたら
- とんねるずのみなさんのおかげです
- オレたちひょうきん族
- ドリフ大爆笑
- 志村けんのバカ殿様
- 志村けんのだいじょうぶだぁ[1]
- 欽ドン!
- コント55号の世界は笑う

歌キャラクターのルーツ
- クイズ!ヘキサゴンII
- とんねるずのみなさんのおかげでした
- はねるのトびら
- ワンナイR&R
- 笑う犬
- ダウンタウンのごっつええ感じ
- ウッチャンナンチャンのやるならやらねば!
- 夕やけニャンニャン
- オレたちひょうきん族
- 欽ドン!

トーク番組のルーツ
- ライオンのごきげんよう
- 人志松本のすべらない話☆
- さんまのまんま☆[1]
- ライオンのいただきます
- テレビくん、どうも!
- ラブラブショー
- パンチDEデート
- 唄子・啓助のおもろい夫婦
- スター千一夜

クイズ番組のルーツ
- クイズ!ヘキサゴンII
- ネプリーグ☆
- 熱血!平成教育学院
- カルトQ
- クイズ!年の差なんて
- 所さんのただものではない!
- なるほど!ザ・ワールド[1]
- クイズドレミファドン![1]
- クイズグランプリ
- ズバリ!当てましょう

ネタ番組のルーツ
- 爆笑レッドカーペット
- THE MANZAI（1980年代版）
- 冗談画報
- タモリのボキャブラ天国
- 初詣!爆笑ヒットパレード☆
- テレビ爆笑10年史

### 激動!世紀の大事件〜証言者たちが明かす全真相〜
- 2009年3月1日（日曜日）19:00 - 23:05（28局ネット、ただしテレビ大分は20日遅れ・5分短縮の3月21日12:00 - 16:00録画放送、テレビ宮崎は13日遅れの3月14日に録画放送）
- 司会：ビートたけし
- 進行：高島彩（フジテレビアナウンサー）
- ナレーション：小林清志、来宮良子、TARAKO

#### 番組概要
フジテレビ・FNNが50年間に取材した報道映像を改めて検証し、数々の重大事件における謎と、事件の主役たちのその後を追跡。番組では「三億円事件」「東大安田講堂事件」「あさま山荘事件」「三菱銀行人質事件」「新宿西口バス放火事件」「ホテルニュージャパン火災」「日本航空123便墜落事故」などといった事件・出来事の知られざる真実を紹介、事件当時をよく知る関係者64人がVTRで証言した。再現VTRで画面に登場した放送機材（取材カメラ・FPUなど）は、当時使用されていた旧ロゴマークのもの（開局時 - 1986年3月までのロゴ）を用いていた。スタジオ内にも開局当時使用されていた白黒のテレビカメラ（「JOCX-TV チャンネル8」と書かれていたもの）も置かれていた。
さらに、スタジオではたけしおよびゲスト出演していた東国原英夫（当時宮崎県知事、元たけし軍団）らが1986年12月に起こした「フライデー襲撃事件」などについてのトークも展開された。
2014年3月21日にも「開局55周年 報道スクープSP 激動!世紀の大事件」が放送され、以後シリーズ化され「激動!世紀の大事件」が不定期放送されている。
視聴率は平均16.8%、瞬間最高23.1%（ビデオリサーチ調べ）。

#### ゲスト
- 石坂浩二
- 木村太郎
- 高木美保
- 東国原英夫（宮崎県知事）
- 安藤優子
- 秋元優里
- 石本沙織
- 大島由香里
- 田淵裕章
- 椿原慶子（前日のバラエティ特番で司会を担当しており、2日連続の出演）
- 須田哲夫（VTRで出演）

など

#### 取り上げられた主な事件
- 全日空61便ハイジャック事件（1999年）
- 西口彰連続殺人事件（1963年〜1964年）
- ホテルニュージャパン火災（1982年）
- 日航羽田沖墜落事故（1982年）
- 松山ホステス殺害事件（1982年）
- 深川通り魔殺人事件（1981年）
- フライデー襲撃事件（1986年）
- 産婦人科医師赤ちゃん斡旋問題（1973年）
- 国内初の五つ子誕生（1976年）
- 第二次ベビーブーム（1971年〜1974年）
- コインロッカー嬰児置き去り問題（1973年）
- 上野動物園・ジャイアントパンダ来園（1972年）
- 大阪万国博覧会（1970年）
- 金属バット両親殺害事件（1980年）
- 戸塚ヨットスクール事件（1983年）
- 三菱銀行人質事件（1979年）
- 日本航空123便墜落事故（1985年）
- 東京オリンピック（1964年）
- 三菱重工爆破事件（1974年）
- よど号ハイジャック事件（1970年）
- あさま山荘事件（1972年）
- ビートルズ来日（1966年）
- 田中角栄実刑判決（1983年）
- 新宿西口バス放火事件（1980年）
- 西鉄バスジャック事件（2000年）
- アメリカ同時多発テロ事件（2001年）
- 北海道南西沖地震（1993年）
- 北朝鮮による日本人拉致問題（2002年）
- 地下鉄サリン事件（1995年）
- 巨大ヒグマ襲撃事件(三毛別羆事件)（1915年）
- 多摩川狛江水害（1974年）

## 事前番組
- 2月23日 - 2月27日、14:57 - 15:00（関東ローカル）『金曜まで待てない!フジテレビ50年のお宝映像ちょこっと見せまッス!』
※2月27日のみ『夜まで待てない!フジテレビ50年のお宝映像ちょこっと見せまッス!』に変更。

## その他のフジテレビ開局50周年記念特番
- SMAP PRESENTS ドラマの裏の本当のドラマ - 開局から50年間放送されたこれまでのテレビドラマを振り返る開局記念番組。2009年4月6日放送。
- 記録よりも記憶に残るフジテレビの笑う50年 〜めちゃ×2オボえてるッ!〜 - 2009年2月28日のエンディングを参照に、改めてバラエティ番組50年史を整理しつつ振り返る続編的スピンオフの開局記念番組。2009年10月10日放送。
- 日本中が熱くなった歴史的瞬間!独占!スポーツ(秘)映像 今夜限りの解禁SP - フジテレビスポーツ局に残るスポーツ中継映像を振り返る特別番組。2010年1月10日放送。
- わが家の歴史 - 開局50周年企画の最後を飾った、2010年4月9・10・11日の3夜連続で放送されたスペシャルドラマ（三谷幸喜脚本）。劇中に初期のフジテレビの代表番組である『スター千一夜』が登場（事前番組として『スタ千』を復刻したミニ特番が放送された）。